# كوتسترتيلا
كوتسترتيلا (بالفريزية الغربية: Koatstertille)‏ هي قرية في بلدية أختكارسبيلن بمقاطعة فرايزلاند،هولندا.